# Campeonato Europeo de Patinaje Artístico sobre Hielo de 1967
El LVIII Campeonato Europeo de Patinaje Artístico sobre Hielo se realizó en Liubliana (Yugoslavia) en enero de 1967. Fue organizado por la Unión Internacional de Patinaje sobre Hielo (ISU) y la Federación Yugoslava de Patinaje sobre Hielo.

## Resultados

### Masculino
| Puesto | Nombre           | País           | Puntos |
| ------ | ---------------- | -------------- | ------ |
| Oro    | Emmerich Danzer  | Austria        |        |
| Plata  | Wolfgang Schwarz | Austria        |        |
| Bronce | Ondrej Nepela    | Checoslovaquia |        |

### Femenino
| Puesto | Nombre           | País                          | Puntos |
| ------ | ---------------- | ----------------------------- | ------ |
| Oro    | Gabriele Seyfert | República Democrática Alemana |        |
| Plata  | Haná Másková     | Checoslovaquia                |        |
| Bronce | Zsuzsa Almássy   | Hungría                       |        |

### Parejas
| Puesto | Nombre                                    | País                          | Puntos |
| ------ | ----------------------------------------- | ----------------------------- | ------ |
| Oro    | Liudmila Belusova / Oleg Protopopov       | Unión Soviética               |        |
| Plata  | Margot Glockshuber / Wolfgang Danne       | Alemania Occidental           |        |
| Bronce | Heidemarie Steiner / Heinz-Ulrich Walther | República Democrática Alemana |        |

### Danza en hielo
| Puesto | Nombre                             | País        | Puntos |
| ------ | ---------------------------------- | ----------- | ------ |
| Oro    | Diane Towler / Bernard Ford        | Reino Unido |        |
| Plata  | Yvonne Suddick / Malcolm Cannon    | Reino Unido |        |
| Bronce | Brigitte Martin / Francis Gamichon | Francia     |        |

## Medallero
| Núm. | País                          | Oro | Plata | Bronce | Total |
| ---- | ----------------------------- | --- | ----- | ------ | ----- |
| 1    | Austria                       | 1   | 1     | 0      | 2     |
| 1    | Reino Unido                   | 1   | 1     | 0      | 2     |
| 3    | República Democrática Alemana | 1   | 0     | 1      | 2     |
| 4    | Unión Soviética               | 1   | 0     | 0      | 1     |
| 5    | Checoslovaquia                | 0   | 1     | 1      | 2     |
| 6    | Alemania Occidental           | 0   | 1     | 0      | 1     |
| 7    | Francia                       | 0   | 0     | 1      | 1     |
| 7    | Hungría                       | 0   | 0     | 1      | 1     |
|      | TOTAL                         | 4   | 4     | 4      | 12    |